# اریک تامی
اریک تامی (انگلیسی: Erik Thommy؛ زادهٔ ۲۰ اوت ۱۹۹۴) بازیکن فوتبال اهل آلمان است.
از باشگاه‌هایی که در آن بازی کرده‌است می‌توان به باشگاه فوتبال اشتوتگارت، باشگاه فوتبال کایزرسلاوترن، و باشگاه فوتبال آگسبورگ اشاره کرد.